# Achmer Sand
Achmer Sand este o arie protejată (sit de importanță comunitară — SCI) din Germania întinsă pe o suprafață de 278,17 ha, integral pe uscat.

## Localizare
Centrul sitului Achmer Sand este situat la coordonatele 52°22′24″N 7°55′14″E / 52.3733°N 7.9206°E.

## Înființare
Situl Achmer Sand a fost declarat sit de importanță comunitară în ianuarie 2005 pentru a proteja un număr necunoscut de specii din flora spontană și fauna sălbatică aflate în arealul zonei.

## Biodiversitate
Situată în ecoregiunea continentală, aria protejată conține 5 habitate naturale: Vegetație psamofilă uscată cu pășuni deschise de Corynephorus și Agrostis, Pajiști umede nord-atlantice cu Erica tetralix, Pajiști uscate europene, Depresiuni pe substraturi de turbă de Rhynchosporion, Păduri acidofile de stejar bătrân cu Quercus robur pe câmpii nisipoase.
La baza desemnării sitului se află un număr nedeclarat de specii protejate.
Pe lângă speciile protejate, pe teritoriul sitului au mai fost identificate 1 specie de amfibieni.